# جوی بادام
جوی بادام، روستایی از توابع بخش هنزا شهرستان رابر در استان کرمان ایران است.

## جمعیت
این روستا در دهستان جواران قرار دارد و براساس سرشماری مرکز آمار ایران در سال ۱۳۸۵، جمعیت آن ۶۳ نفر (۱۸ خانوار) و براساس سرشماری مرکز آمار ایران در سال ۱۳۹۵، جمعیت آن ۶۹ نفر (۲۹ خانوار) بوده‌است.